# Sumatra-Zwergmaus
Die Sumatra-Zwergmaus (Mus crociduroides) ist ein wenig erforschtes Nagetier aus der Gattung der Mäuse (Mus). Sie kommt im Westen von Sumatra vor.

## Merkmale
Die Kopf-Rumpf-Länge beträgt 77 bis 97 mm, die Schwanzlänge 111 bis 129 mm und die Hinterfußlänge 21 bis 23 mm. Für das Gewicht sind keine spezifischen Daten verfügbar. Die Oberseite ist violett gefärbt, die Unterseite silbriggrau. Die zweifarbige Schwanz ist länger als die Kopf-Rumpf-Länge. Das Fell ist weich. Die Weibchen besitzen drei Zitzenpaare.

## Lebensraum
Die Sumatra-Zwergmaus bewohnt Hochgebirgswälder in Höhenlagen von 2.300 bis 3.000 m.

## Lebensweise
Die Sumatra-Zwergmaus ist erdbewohnend und möglicherweise nachtaktiv. Ihre spitzmausähnliche Morphologie (lange Schnauze, kleine Augen und samtiges Fell) lässt vermuten, dass sie im Laub, im Farngestrüpp oder an verrotteten Baumstämmen auf Nahrungssuche geht. Ihre Nahrung besteht aus Wirbellosen. Weiteres ist über die Lebensweise nicht bekannt.

## Status
Die Sumatra-Zwergmaus wird in der IUCN Red List  in der Kategorie „unzureichende Datenlage“ (data deficient) gelistet.

## Systematik
Wegen der eigentümlichen Morphologie wurde diese Art früher gemeinsam mit der Java-Zwergmaus (Mus vulcani) in die Untergattung Mycteromys klassifiziert. 1977 wurde sie  von Joe Truesdell Marshall aufgrund der Schädeleigenschaften in die Untergattung Coelomys gestellt. Molekularstudien von Patricia Sourrouille und ihren Kollegen aus dem Jahr 1995 sowie von Ken Aplin und Hitoshi Suzuki aus dem Jahr 2012 bestätigten diese Einordnung, wobei die Sumatra-Zwergmaus eine Schwestergruppe mit der Indochina-Maus (Mus pahari) bildet.